# Iš kartos į kartą
Iš kartos į kartą (в переводе с лит. — «Из поколения в поколение») — третий студийный альбом литовской пейган-метал-группы Obtest, выпущенный 1 сентября 2005 года на лейбле Ledo Takas Records.

## Отзывы критиков
Альбом получил положительные отзывы от музыкальных критиков. Undercraft из Metal Storm назвал альбом «шедевром». Florian из metal.de сравнил Iš kartos į kartą с творчеством таких групп, как Mithotyn и Suidakra.

## Список композиций
| №                   | Название              | Длительность |
| ------------------- | --------------------- | ------------ |
| 1.                  | «Paskutinė Akimirka»  | 4:13         |
| 2.                  | «Devyniaragis»        | 4:01         |
| 3.                  | «Iš Kartos Į Kartą»   | 4:26         |
| 4.                  | «Pergalė»             | 5:43         |
| 5.                  | «Griausmavaldys»      | 5:04         |
| 6.                  | «Audronaša»           | 4:30         |
| 7.                  | «Burtai»              | 4:40         |
| 8.                  | «Pirmyn!»             | 5:44         |
| 9.                  | «Suminti Juodi Takai» | 5:03         |
| Общая длительность: | Общая длительность:   | 43:29        |